# Сертификат акции

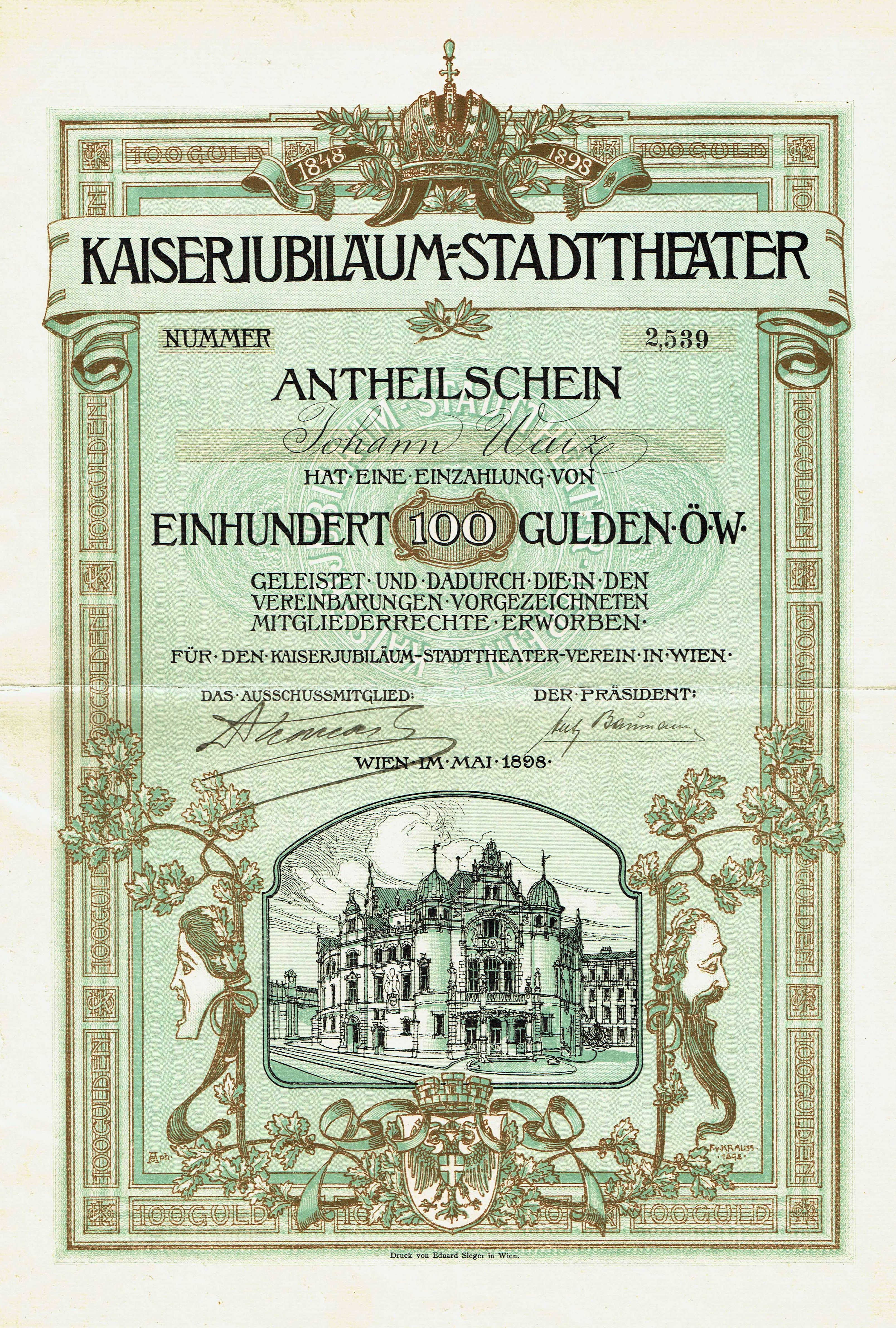

Сертификат акции — правовое понятие, которым обозначают документы, подтверждающие имущественную ценность.

## Общие положения
Это словосочетание состоит из слова «акция», под которым подразумевается доля в общей долевой собственности в соответствии со ст. 1008 ГК Германии на имущество, и слова «сертификат» как документ. Как правило, под словом сертификат  акции именно инвестиционный сертификат, ценная бумага, являющаяся в соответствии с п. п. 2, п. 4, ст. 2 одновременно финансовым инструментом и представляющая долю в инвестиционном имуществе.

## Инвестиционные сертификаты
Правовое понятие «сертификат акции» встречается в инвестиционных фондах. В Кодексе законов об инвестициях инвестиционные сертификаты называют «сертификатами акции»; они документально подтверждают долю в отдельном имуществе инвестиционного фонда и могут быть именными ценными бумагами или ордерными ценными бумагами (п. 1 ст. 95 Кодекса законов об инвестициях). Стоимость доли рассчитывается из чистой инвентарной стоимости отдельного имущества, делённой на количество выпущенных долей. Сертификат акции, не подписанный ни депозитарной организацией ни инвестиционной компанией, является недействительным.

## Другие сертификаты акций
Говоря об обществах с ограниченной ответственностью (п. 2 ст. 5 Закона об обществах с ограниченной ответственностью и о товариществах (п. 1 ст. 7 закона о товариществах в законе идёт речь о доле участия. В широком смысле в быту как сертификаты акций также определяют ценные бумаги («ценные бумаги на право на долю имущества»), которые документально подтверждают права членства в компании с ограниченной ответственностью (такие как акции).

## Сертификаты акций в Швейцарии
По законодательству Швейцарии сертификаты акций в товариществах согласно федеральному закону касательно Дополнения Гражданского кодекса Швейцарии (Пятая часть: Кодекс обязательственного и торгового права)
в соответствии с пунктом 3 статьи 853
Сертификаты акций выдаются на имя члена товарищества. Однако они не могут быть оформлены как ценные бумаги, а только как документальное подтверждение
в соответствии с пунктом 1 статьи 837
Товарищество ведет список, в который заносятся имена и фамилии или наименования компаний членов товарищества
Таким образом, в Швейцарии сертификат акции:
- не является ценной бумагой, а находится в свободном обращении.
- не требует раскрытия личности конечных бенефициаров и/или источников происхождения

в Реестре содержатся упрощённые имена, фамилии и/или наименования компаний и их адресов.